# Carlos González Márquez
Carlos Rubén González Márquez (Iquique, 11 de julio de 1930-Santiago, 25 de septiembre de 2015) fue un profesor, abogado, periodista y político chileno, senador de la República de 1990 a 1994.

## Biografía
Estudió en su ciudad natal y luego egresó de profesor normalista en Santiago. Posteriormente ingresó a la Universidad de Chile, donde se tituló de abogado en el año 1965. En 1946 ingresó al Partido Radical, De 1950 a 1953 ejerció como inspector del Liceo de San Bernardo; de 1953 a 1963 fue director de la Escuela Primaria N° 250 de Santiago; y entre 1955 y 1970 fue profesor de derecho comercial en el Instituto Comercial Nocturno N° 2.
Entre 1955 y 1970 trabajó como periodista deportivo en varias radioemisoras, llegando a ser presidente del Círculo de Periodistas de este sector entre 1970 y 1972.  Trabajó en las radios Corporación, Agricultura, Prat, Minería y Cooperativa.
Estuvo casado con Silvia Larraín Talloni con quien tuvo tres hijos, uno de los cuales, Santiago González Larraín fue ministro de Minería de Michelle Bachelet.

## Carrera política
Fue militante del Partido Radical. En 1972 fue nombrado intendente de Valparaíso por el Presidente Salvador Allende, siendo destituido por el Senado en junio de 1973 tras ser acusado constitucionalmente.
Durante la dictadura militar, participó en la reconstrucción del Departamento de Abogados Radicales y del Frente de Profesionales y Técnicos de su partido. En 1979 asumió la Dirección Nacional del Partido Radical y en 1983, fue elegido secretario general; en marzo de 1990, fue vicepresidente de la colectividad. Además, participó en la fundación del Centro de Investigación y Estudio de la Democracia y el Socialismo (CIDES). Fue presidente del radicalismo entre 1992 y 1994.
En 1989 fue elegido senador por la Circunscripción 5, V Región Cordillera. Integró la Comisión Permanente de Medio Ambiente y Bienes Nacionales, la que presidió; y la Comisión de Pesca y Acuicultura. No logró ser reelecto en los comicios de 1993. 
Falleció el 25 de septiembre de 2015 a los 85 años de edad en Santiago de Chile.

## Historial electoral

### Elecciones parlamentarias de 1989
- Elecciones Parlamentarias de 1989, para la Circunscripción 5, V Región Cordillera[4]

| Candidato                 | Pacto                          | Partido | Votos  | %     | Resultado |
| ------------------------- | ------------------------------ | ------- | ------ | ----- | --------- |
| Carlos González Márquez   | Concertación por la Democracia | PR      | 72 721 | 21,33 | Senador   |
| Sergio Romero Pizarro     | Democracia y Progreso          | ILB     | 71 551 | 20,99 | Senador   |
| Luis Guastavino Córdova   | Unidad para la Democracia      | PAIS    | 60 544 | 17,76 |           |
| Orlando Sáenz Rojas       | Concertación por la Democracia | ILA     | 59 195 | 17,37 |           |
| Edmundo Eluchans Malherbe | Democracia y Progreso          | ILB     | 50 146 | 14,71 |           |
| Sergio Valencia Durán     | Liberal-Socialista Chileno     | ILE     | 11 815 | 3,47  |           |
| Raúl Silva Vergara        | Liberal-Socialista Chileno     | ILE     | 12 569 | 3,69  |           |
| José Freire Canto         | Unidad para la Democracia      | PAIS    | 2339   | 0,69  |           |

### Elecciones parlamentarias de 1993
- Elecciones Parlamentarias de 1993, para la Circunscripción 5, V Región Cordillera[5]

| Candidato                  | Pacto                                | Partido | Votos   | %     | Resultado |
| -------------------------- | ------------------------------------ | ------- | ------- | ----- | --------- |
| Carlos Ominami Pascual     | Concertación por la Democracia       | PS      | 117 699 | 33,27 | Senador   |
| Sergio Romero Pizarro      | Unión por el Progreso de Chile       | RN      | 109 538 | 30,96 | Senador   |
| Carlos González Márquez    | Concertación por la Democracia       | PR      | 57 253  | 16,18 |           |
| Eduardo Cerda García       | Independiente fuera de pacto         | Indep.  | 39 798  | 11,25 |           |
| Manuel Cantero Prado       | Alternativa Democrática de Izquierda | PC      | 12 101  | 3,42  |           |
| Eduardo Gutiérrez González | Alternativa Democrática de Izquierda | Indep.  | 8939    | 2,53  |           |
| Hugo Estívales Sánchez     | Unión por el Progreso de Chile       | ILB     | 8463    | 2,39  |           |